# Martirià d'Albenga
Martirià (Florència, mitjan segle iv - Albenga, final del s. IV) va ser un bisbe d'Albenga que avui es venera com a sant patró de la vila de Banyoles.
Cal dubtar, però, de la seva historicitat, ja que el primer bisbe documentat de la diòcesi d'Albenga data de l'any 451 i cap dels bisbes coneguts porta el nom de Martirià ni del seu suposat predecessor Junci. Es pot tractar d'una figura hagiogràfica llegendària creada, com tantes d'altres, durant l'Alta Edat Mitjana per a justificar l'existència de les relíquies de Banyoles i dotar-les d'una llegenda pròpia.

## Vida i llegenda
Segons la tradició, Martirià hauria nascut a Florència, al si d'una família noble, pagana. Atret pel cristianisme, s'hi va convertir i va fer-se batejar per l'abat Fructuós del monestir benedictí de Magdala, donant el seu patrimoni per als necessitats. Als 22 anys va ser ordenat sacerdot i, a la mort de Fructuós, va ser elegit abat de Magdala. Amb el bisbe Junci d'Albenga fan retirs espirituals on practiquen el dejuni i la contemplació.
El primer miracle que hom li atribueix va ser deslliurar una dona posseïda pel diable. Quan Junci va morir, Martirià va ser elegit nou bisbe d'Albenga, on va ser tres anys. Llavors va marxar a Egipte, on va fer vida eremítica al desert; les notícies que a Albenga, des de la seva marxa, tornava a créixer la idolatria van fer que hi tornés. De nou a Albenga, retorna els seus fidels al cristianisme, però el senyor de Florència, pagà, el fa prendre i després de turments diversos, el fa degollar.
Ja mort, Martirià fa un nou miracle: guareix el seu botxí de la lepra que patia, fet que el fa convertir. Llavors, el cos del sant va ser traslladat a Florència, on es va venerar durant molt de temps.

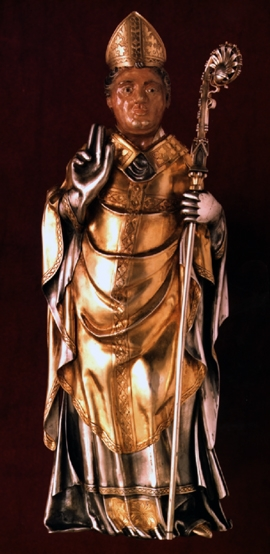
El sant en una de les figures d'argent de l'arqueta, recuperada
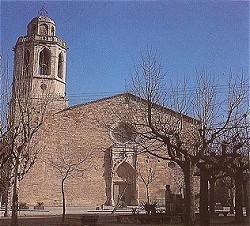
Sant Esteve de Banyoles, on hi ha l'arqueta i les relíquies del sant
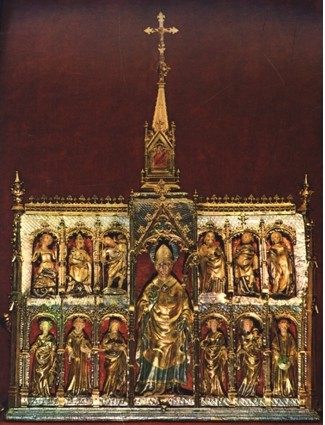
Arqueta del sant, mostrant els colors dels esmalts i de l'ànima de fusta
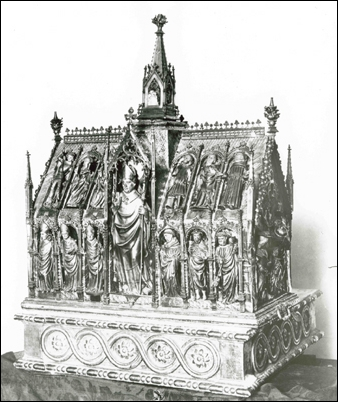
Arqueta de Sant Martirià, fotografia antiga que en mostra l'aspecte original

## Veneració
Sembla que les relíquies ja eran a Banyoles quan es va consagrar el tercer temple de Sant Esteve, en 1086. Per tant, és probable que els monjos d'Albenga arribessin poc abans del s. XI. El trasllat deu estar relacionat amb les incursions hongareses i musulmanes en Itàlia al s. X. Cap al 1290, les relíquies es troben a una capella situada al Convent Vell. Més tard els frares caputxins hi aixecaren un convent on van ser fins al 1638, quan passà als servites. L'any 1723 fou construïda una nova església, beneïda el 1784 i dedicada a la Mare de Déu dels Dolors i Sant Martirià. El 1810, en plena Guerra del Francès, fou enderrocat per ordre d'un coronel de l'exèrcit espanyol i, acabada la guerra, el 1817 es beneí la primera pedra del nou convent, situat a l'actual Placeta dels Estudis. El 1835 va ser abandonat a conseqüència de la desamortització.

### Llegenda de l'arribada de les relíquies
La tradició del trasllat a Banyoles és recollida per Vicenç Domènec a Los santos de Cataluña (1630). Diu que, inspirats pel sant, dos monjos joves van prendre les seves restes i, amagades dins una bóta, les van traslladar en una mula fins a Catalunya. El sant els havia dit que havien d'arribar a una vila "on hi rajava una abundosa font"; en arribar a prop de Banyoles, la mula es va aturar en un turó, el Puig de Sant Martirià, i les campanes van començar a repicar quan els joves van travessar les portes de la vila. L'abat de Sant Esteve de Banyoles, assabentat, va sortir a rebre el cos i van traslladar-lo en processó fins a l'església. L'endemà, però, les relíquies van tornar a aparèixer miraculosament al turó on la mula s'havia aturat en primer lloc. Fracassat un nou intent de trasllat, les autoritats van decidir d'edificar-hi una capella.

### Arqueta de Sant Martirià
- Article principal: Arqueta de Sant Martirià

Avui, les relíquies es troben a l'església de Sant Esteve de Banyoles, en l'anomenada Arqueta de Sant Martirià, obra d'orfebreria que data del segle xv i procedeix de l'esmentat monestir. L'arqueta, obrada entre 1413 i 1453 al taller gironí dels Artau (Francesc Artau I i Francesc Artau II), és una de les obres mestres de l'orfebreria catalana.
La festivitat del sant se celebra a Banyoles el 24 d'octubre, d'on és patró.
- Article principal: Festes de Sant Martirià